# Dryopteris mindshelkensis
Dryopteris mindshelkensis là một loài thực vật có mạch trong họ Dryopteridaceae. Loài này được Pavlov miêu tả khoa học đầu tiên.